# Bauerago vuyckii
Bauerago vuyckii är en svampart som först beskrevs av Oudem. & Beij., och fick sitt nu gällande namn av Vánky 1999. Bauerago vuyckii ingår i släktet Bauerago och familjen Microbotryaceae.   Inga underarter finns listade i Catalogue of Life.